# 风林火山
風林火山（日语：風林火山）是日本戰國时期甲斐国將領武田信玄所使用的軍旗，旗帜上书「疾如風，徐如林，侵掠如火，不動如山」。
文字出自中國《孫子兵法·軍爭篇》：「其疾如風，其徐如林，侵掠如火，不動如山，難知如陰，動如雷霆」。武田信玄在讀過《孫子兵法》後拜訪和尚快川紹喜，訴說他想設計新武田軍旗，於是從中挑選出上述的句子作為旗印。
其實風林火山旗並非武田信玄原創，早在200年前的南北朝時代，在奧州舉兵的年輕武將北畠顯家就曾經在對抗足利尊氏時使用此一旗印。北畠顯家是名門村上源氏的後代，學識非常高，深深被孫子兵法吸引。
風林火山旗的原始型式並非大家所熟悉的長方形陣旗，據甲陽軍鑑及川中島合戰圖屏風（米沢市上杉博物館藏）和武田信玄配陣圖屏風（大阪城博物館藏）中的文字和圖畫紀錄，風林火山旗應為方形黑底四行直書的陣旗。日本戰國時代中期的陣旗多為方形旗。日本至今藏有一面戰國時代晚期的長方形藍底的風林火山旗，以致多數書籍、影視作品及電玩皆引用此款式的風林火山旗，反令真正的風林火山旗湮沒無聞。
日本文學家井上靖曾以「風林火山」為題，發表以武田信玄軍師山本勘助為主角的同名小說。

## 信玄公旗掛松事件
传说武田信玄曾将他的风林火山旗帜挂在今山梨县北杜市长坂町日野春村内的一棵松树上，日语称为“信玄公旗掛松”（しんげんこうはたかけまつ）。这棵松树于明治、大正时期为附近居民清水伦茂所有；1902年，铁道省（当时称“铁道院”，JR前身）兴建铁路中央本线，其中的日野春站临近该棵老松树。清水伦茂担心老松树会受到即将通行的蒸汽火车污染，曾三次通过书面向铁道院提出保护老松树的请求，但皆未得到铁道院正面回应。铁路于1904年开通，十年后的1914年，信玄公旗掛松果真枯死。清水正式向地方法院控告铁道院规划铁路时滥用权力，致使他的老松受火车污染而枯死，并最终胜诉获得赔偿。这起案件成为日本民事诉讼的经典判例，史称信玄公旗掛松事件。